# Черезера (Белуно)
Черезера (итал. Ceresera) је насеље у Италији у округу Белуно, региону Венето.
Према процени из 2011. у насељу је живело 28 становника. Насеље се налази на надморској висини од 542 м.